# Rudolf Bunček
Rudolf Bunček, křtěný Rudolphuse Franciscus (20. června 1881 Jastrabá – 24. září 1968 Choceň) byl slovenský sochař a malíř.

## Životopis
Narodil se v obci Jastrabá. Jeho otcem byl Augustin Bunček a matkou Irena Amália Anna roz. Retzbachová.
Studoval na gymnáziu v Ružomberku a v Prievidzi. V letech 1896–1901 odešel na studia na Uměleckoprůmyslovou školu v Budapešti, kde se věnoval mědirytectví a potom sochařství. Po studiích pracoval ve fajánsové dílně Zsolnayovcov v Pécsi. V roce 1902 realizoval menší sochařské studie v Jastrabé. Poté pracoval jako středoškolský profesor kreslení v Levici a v Krupině, následně jako školní inspektor v Banské Bystrici. Část jeho malířských prací se nachází v Středoslovenském muzeu v Banské Bystrici. Jeho práce mají realistické zaměření. Roku 1901 byl odměněn I. cenou za návrh na dekorativní výzdobu brány obytného domu.